# Štefanje (općina)
Štefanje je općina u središnjoj Hrvatskoj i naselje smješteno u lonjsko-ilovskoj zavali koje se počelo razvijati nakon izgradnje crkve sv. Stjepana. Prvi poznati stanovnici ovoga kraja bijahu Kelti, a kasnije ga naseljavaju Hrvati. Počeci nastajanja naselja počinju negdje 1094. od kada datiraju podaci o darovanju zemlje kralja Ladislava, na kojoj se nalazi Štefanje, zagrebačkoj nadbiskupiji.
Crkva se gradi 1242. a župa sv. Štefana u Štefanju prvi puta se spominje 1334. Provalom Turaka ova crkva je razrušena da biponovno bila obnovljena između 1640 i 1650. i uspostavljena kao župa.
Kao općina nastaje 1993. a pripadaju joj 9 naselja: Blatnica, Daskatica, Donja Šušnjara, Gornja Šušnjara, Laminac, Narta, Starine, Staro Štefanje i općinsko središte Štefanje. 

## Stanovništvo
Po popisu stanovništva iz 2001. godine, općina Štefanje je imala 2347 stanovnika.

### Štefanje (naseljeno mjesto)
- 2001. – 410
- 1991. – 434 (Hrvati – 422, Srbi – 4, ostali – 8)
- 1981. – 465 (Hrvati – 455, Srbi – 4, ostali – 6)
- 1971. – 544 (Hrvati – 539, Srbi – 1, Jugoslaveni – 2, ostali – 2)

## Spomenici i znamenitosti
- Crkva sv. Stjepana Prvomučenika u Štefanju

## Kultura
- Kulturna zajednica "ZVON".

## Poznate osobe
- Irena Jukić Pranjić – likovna i filmska umjetnica
- Ljudevit Kežman – svećenik i političar, bio župnik u Štefanju

## Šport
- NK Polet Narta